# Савельев, Борис Александрович (геолог)
Борис Александрович Савельев (1912—1994) — российский мерзлотовед, гляциолог, доктор геолого-минералогических наук.

## Биография
В 1936 году окончил химический факультет МГУ.
В 1938-1942 годах участвовал в исследованиях ледяного покрова Арктики на острове Уединения, затем на мысе Челюскин. 
в 1948—1952 годах принимал участие в исследованиях ледового покрова острова Диксон, возглавлял экспедицию АН СССР в Восточном секторе Арктики, руководил исследованиями по изучению мерзлых пород, льдов и снега в Институте мерзлотоведения АН СССР.
В 1949 году защитил кандидатскую диссертацию по теме «Состав и строение морского льда».
С 1953 года преподавал на геологическом факультете МГУ: доцент кафедры мерзлотоведения, заведующий лабораторией по изучению Антарктиды.
В 1955 году защитил докторскую диссертацию по теме «Состав и строение ледяного покрова морских и пресных водоёмов». Читал курсы «Физика, химия и механика мёрзлых пород» и «Гляциология». Профессор.
В 1961—1978 годах — директор Музея землеведения МГУ.

## Основные научные труды
- «Строение, состав и свойства ледяного покрова морских и пресных водоёмов» (1963)
- «Руководство по изучению свойств льда» (1963)
- «Физика, химия и строение природных льдов и мёрзлых горных пород» (1971)
- «Музеи высших учебных заведений СССР» (соавт., 1975)
- «Гляциология» [Учебник для геол. спец. ун-тов] (1991)

## Награды и премии
- Почётный полярник, 1948
- Заслуженный деятель науки РСФСР, 1973
- Государственная премия СССР, 1987
- Государственная премия РФ, 1995 (посмертно)